# Emil Szanto

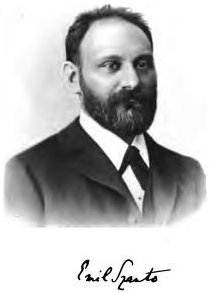
Emil Szanto

Emil Szanto (auch Szántó, * 22. November 1857 in Wien; † 14. Dezember 1904 ebenda) war ein österreichischer Althistoriker und Epigraphiker.

## Leben
Emil Szántó war der Enkel des Rabbiners von Groß-Kanizsa Meïr Szántó und Sohn des Pädagogen und Herausgebers der Zeitschrift Die Neuzeit Simon Szántó (1819–1882). Szanto studierte seit 1875 an der Universität Wien Altertumswissenschaften und spezialisierte sich bereits früh auf das antike griechische Recht. Am 24. Juli 1880 wurde er mit einer Arbeit zum attischen Bürgerrecht zum Dr. phil. promoviert. 1887 habilitierte er sich für Alte Geschichte, reiste 1887–88 mit einem Staatsstipendium in Griechenland und Kleinasien, und war ab 1890 Mitarbeiter der Kleinasiatischen Kommission der Akademie der Wissenschaften. Er sammelte 1894 gemeinsam mit Eduard Hula Inschriften in Kleinasien. 1893 wurde er außerordentlicher Professor für griechische Geschichte und Altertumskunde an der Universität Wien. Von 1901 bis zu seinem Tode war er ordentlicher Professor für Klassische Altertumswissenschaften im archäologisch-epigraphischen Seminar.
Er wurde am Döblinger Friedhof bestattet.
Emil Szanto war gemeinsam mit Carl Grünberg, Ludo Moritz Hartmann und Stephan Bauer Herausgeber der Zeitschrift für Social- und Wirthschaftsgeschichte, die von 1893 bis 1900 erschien.

## Schriften
- Das griechische Bürgerrecht. Wien 1892
- Die griechischen Phylen. Wien 1901